# 川崎町立富岡中学校
川崎町立富岡中学校（かわさきちょうりつ とみおかちゅうがっこう）は、宮城県柴田郡川崎町にある公立中学校。

## 学区
- 川崎町立富岡小学区

## 沿革
- 1947年4月1日 - 富岡村立富岡中学校として開校
- 1955年4月1日 - 川崎町立富岡中学校に改称

## アクセス
- かわさき町民バス 碁石支倉線「富岡中学校前」下車
- 宮城交通 川崎-仙台駅前「碁石」下車 徒歩27分